# Mico nigriceps
El tití de cabeza negra (Mico nigriceps) es una especie de primate platirrino de la familia Callitrichidae. Habita en el bosque húmedo brasilero en el estado de Mato Grosso en la cuenca amazónica.
Mide alrededor de la mitad de un metro de longitud de los cuales más de la mitad pertenecen a la cola con un peso de 370 gramos. El pelo es gris-oliváceo en la espalda y tono amarillento en la parte delantera y las piernas. La cola es de color negro. La cara y las orejas son desnudas y grises.